# Cantonul La Roche-sur-Foron
Cantonul La Roche-sur-Foron este un canton din arondismentul Bonneville, departamentul Haute-Savoie, regiunea Rhône-Alpes, Franța.

## Comune
- Amancy
- Arenthon
- Cornier
- Etaux
- La Chapelle-Rambaud
- La Roche-sur-Foron (reședință)
- Saint-Laurent
- Saint-Pierre-en-Faucigny
- Saint-Sixt